# 황인행
황인행(黃仁行, 1945년 ~ 2017년 11월 13일)은 제25대 서울가정법원장 등을 역임한 법조인이다. 대법관을 지낸 유재방의 사위다.

## 생애
1945년에 태어나 제13회 사법시험에 합격해 제1기 사법연수원을 수료하고 판사에 임용되었다. 서울지방법원 남부지원장에 재직하던 2000년 7월 14일에 울산지방법원장에 임명되어 사법연수원 출신의 법원장 시대를 열었다. 이후 청주지방법원과 서울가정법원에서 법원장을 역임하고 법관에서 물러나 변호사 개업했다.
서울고등법원 부장판사로 재직하면서 과천시장에 대해 증거 불충분을 이유로 무죄를 선고한 직후 기자와 만난 자리에서 "유일한 증거로 제출한 피고인 진술조서를 받으면서 잠 안재우기, 쪼그려 뛰기는 물론 변호인 접견도 기술적으로 막은 것 등이 법정에서 충분히 입증됐다"고 하면서 "검찰 입장을 고려해 이런 부분에 대해 판결문에 반영하지 않았다"고 했다. 
인천지방법원장으로 재직하던 2002년 12월 13일에 하리수가 낸 "호적 정정 및 개명신청"에 대해 "남성과 여성을 구분짓는 성염색체가 남성이긴 하지만 군 입대를 위해 받은 신체검사에서 6급으로 부적격 판정을 받는 등 신체적으로 여성으로 보는 게 타당하다"고 하면서 "연예활동 등 그동안 여성으로서 활동해온 점을 감안할 때 남자로 살아가게 하는 것은 지나치게 가혹하다고 판단돼 여성으로 인정하게 됐다"며 "호적상 '남'에서 '여'로 정정하고 이름도 '이경엽'에서 '이경은'으로 개명하는 것을 허가한다"고 했다.
서울가정법원장으로 재직하던 2003년 9월 25일에 국회 법사위 국정감사에서 호주제 폐지에 대해 "호주제에 대해 여성계로부터 많은 문제가 제기돼 호주상속제가 호주승계제로 바뀌었고 이에 따라 여성도 호주를 승계할 수 있게 됐다"며 "호적부를 없앤다고 해도 가족관계를 나타내는 명부는 있어야 하기 때문에 비용과 노력 등을 감안해 현재로서는 호주제를 폐지할 환경이 아니라고 생각한다"고 하면서도 "어떤 제도를 택할지는 사회 구성원의 컨센서스(합의)를 모아 입법적으로 해결할 문제"라고 했다.

## 주요 판결
- 서울고등법원 형사4부 재판장으로 재직하던 1996년 12월 18일에 개발제한구역내 주유소 허가와 인사 청탁과 관련하여 특가법 수뢰죄로 구속되어 1심에서 징역3년이 선고된 과천시장 이성환에게 "직접적인 증거가 없고 관련 피고인들의 검찰수사기록에 신빙성이 없다"며 무죄를 선고하면서 같은 혐의로 구속된 과천시 건설과장과 건설과 직원, 과천 시민회관 서무과장에 대해서도 무죄를 선고했다.[5] 12월 27일에 아들을 살해하여 1심에서 징역2년6월을 선고받은 피고인에게 "20여년 동안 아들로부터 폭행 등 가혹행위를 당하다가 쌓인 분노가 폭발해 흥분 상태에서 저지른 사실이 인정된다"며 징역2년6월 집행유예3년을 선고했다.[6] 1997년 1월 22일에 한총련의 연세대학교에서의 시위와 관련하여 구속된 대학생 19명 가운데 2명에게 징역2년~1년6월 집행유예3년과 보호관찰 1년, 사회봉사 명령 200시간을 명령하면서 보호관찰 기간 중에 특별 준수사항으로 학생회 활동과 정치적 목적을 띤 집회에 참석하지 말 것 등의 처분을 했다. 이외에도 시위 가담 정도가 가벼운 13명에게 집행유예를 선고했다.[7] 9월 10일에 서울시 교육감 선거에서 동료 교육위원에게 금품을 건넨 혐의로 구속되어 1심에서 징역2년6월이 선고된 진인권 서울시 교육위원에게 뇌물공여죄를 적용해 징역2년6월 집행유예4년 추징금 7640만원을 선고했다.[8] 9월 24일에 회삿돈 1911억원을 횡령하고 32억5천만원의 뇌물을 건넨 정태수 한보그룹 총회장에게 1심과 같이 징역15년을 선고하면서 홍인길 신한국당 의원과 권노갑 새정치 국민회의 의원에게 각각 알선수재죄와 수뢰죄를 적용해 징역6년 추징금10억원과 징역5년 추징금 2억5천만원, 이철수 등 전직 은행장 3명에게 징역3년~6년 추징금 9억8천만원~4억원을 선고했지만 김우석 전 내무부 장관과 황병태, 정재철 신한국당 의원, 정태수의 아들인 정보근 한보그룹 회장은 건강상의 이유로 집행유예를 선고했다.[9]